# Denis Kudla
Denis Kudla (* 17. srpna 1992, Kyjev) je americký profesionální tenista ukrajinského původu. Ve své dosavadní kariéře na okruhu ATP World Tour nevyhrál žádný turnaj. Na challengerech ATP a okruhu ITF získal k září 2023 deset titulů ve dvouhře a jedenáct ve čtyřhře.
Na žebříčku ATP byl nejvýše ve dvouhře klasifikován v květnu 2016 na 53. místě a ve čtyřhře pak v srpnu 2018 na 133. místě. Trénuje ho krajan Billy Heiser.
Na juniorce dvouhry US Open 2010 se probojoval do finále, v němž ve třech setech podlehl krajanu Jacku Sockovi.
Na nejvyšší grandslamové úrovni se v mužské dvouhře nejdále probojoval do 4. kola Wimbledonu 2015, kde ve čtyřech setech podlehl Chorvatu Marinu Čilićovi. V mužské čtyřhře došel nejdále do čtvrtfinále ve [Wimbledonu 2022.
V americkém daviscupovém týmu neodehrál k únoru 2016 žádné utkání.

## Soukromý život
Narodil se roku 1992 v hlavním městě Ukrajiny Kyjevu do rodiny bytového architekta a ženy v domácnosti. Rodina ve věku jeho prvních narozenin odešla z Ukrajiny do amerického Fairfaxu ve Virginii. Má staršího bratra Nikitu. Tenis začal hrát v sedmi letech v Junior Tennis Champions Center v americkém College Parku, kde byl trénovaný Frankem Salazarem. Od třinácti let žije v Arlingtonu a část roku tráví v tenisové akademii v Boca Raton.
Za preferovaný uvedl tvrdý povrch.

## Finálové účasti na challengerech ATP a okruhu Futures
| Legenda – tituly           |
| -------------------------- |
| Challengery (5–3 D; 2–0 Č) |
| Futures (2–0 D; 2–4 Č)     |

### Dvouhra: 10 (7–3)
| Stav      | Č.  | Datum             | Turnaj                         | Povrch | Soupeř ve finále    | Výsledek                |
| --------- | --- | ----------------- | ------------------------------ | ------ | ------------------- | ----------------------- |
| Vítěz     | 1.  | 11. října 2010    | Austin, Spojené státy          | tvrdý  | Tyler Hochwalt      | 7–5, 6–1                |
| Vítěz     | 2.  | 26. září 2011     | Laguna Niguel, Spojené státy   | tvrdý  | Dennis Lajola       | 6–4, 6–0                |
| Vítěz     | 3.  | 29. července 2012 | Lexington, Spojené státy       | tvrdý  | Érik Chvojka        | 5–7, 7–5, 6–1           |
| Vítěz     | 4.  | 4. listopadu 2012 | Charlottesville, Spojené státy | tvrdý  | Alex Kuznetsov      | 6–0, 6–3                |
| Finalista | 5.  | 11. března 2013   | Dallas, Spojené státy          | tvrdý  | Jürgen Melzer       | 6–4, 2–6, 6–1           |
| Vítěz     | 6.  | 4. května 2013    | Tallahassee, Spojené státy     | antuka | Cedrik-Marcel Stebe | 6–3, 6–3                |
| Finalista | 7.  | 25. března 2014   | Guadalajara, Mexiko            | tvrdý  | Gilles Müller       | 2–6, 2–6                |
| Vítěz     | 8.  | 30. června 2014   | Winnetka, Spojené státy        | tvrdý  | Farrukh Dustov      | 6–2, 6–2                |
| Finalista | 9.  | 13. června 2015   | Surbiton, Spojené království   | tráva  | Matthew Ebden       | 7–6(7–4), 4–6, 6–7(5–7) |
| Vítěz     | 10. | 20. června 2015   | Ilkley, Spojené království     | tráva  | Matthew Ebden       | 6–3, 6–4                |

### Čtyřhra: 8 (4–4)
| Stav      | Č. | Datum             | Turnaj                       | Povrch | Partner            | Soupeři ve finále                 | Výsledek         |
| --------- | -- | ----------------- | ---------------------------- | ------ | ------------------ | --------------------------------- | ---------------- |
| Finalista | 1. | 28. září 2009     | Laguna Niguel, Spojené státy | tvrdý  | Raymond Sarmiento  | Ryan Harrison Michael Venus       | 2–6, 3–6         |
| Finalista | 2. | 9. listopadu 2009 | Niceville, Spojené státy     | antuka | Sekou Bangoura     | Tigran Martirosyan Artem Sitak    | 4–6, 5–7         |
| Vítěz     | 3. | 3. května 2010    | Orange Park, Spojené státy   | antuka | Andrea Collarini   | Mitchell Frank Junior A. Ore      | 7–6(8–6), 6–3    |
| Vítěz     | 4. | 10. května 2010   | Tampa, Spojené státy         | antuka | Junior A. Ore      | Clayton Almeida Blake Strode      | 4–6, 6–3, [10–8] |
| Finalista | 5. | 18. října 2010    | Mansfield, Spojené státy     | tvrdý  | Andrea Collarini   | Dimitar Kutrovsky Joshua Zavala   | 3–6, 2–6         |
| Finalista | 6. | 1. listopadu 2010 | Niceville, Spojené státy     | tvrdý  | Andrea Collarini   | Robbye Poole Erling Tveit         | 6–7(4–7), 2–6    |
| Vítěz     | 7. | 20. ledna 2014    | Maui, Spojené státy          | tvrdý  | Yasutaka Uchiyama  | Daniel Kosakowski Nicolas Meister | 6–3, 6–2         |
| Vítěz     | 8. | 30. června 2014   | Winnetka, Spojené státy      | tvrdý  | Thanasi Kokkinakis | Evan King Raymond Sarmiento       | 6–2, 7–6(7–4)    |

## Finále na juniorce Grand Slamu

### Dvouhra: 1 (0–1)
| Stav      | Datum | Turnaj  | Povrch | Finalista | Výsledek      |
| --------- | ----- | ------- | ------ | --------- | ------------- |
| Finalista | 2010  | US Open | tvrdý  | Jack Sock | 6–3, 2–6, 2–6 |

## Postavení na konečném žebříčku ATP

### Dvouhra
| Rok    | 2008  | 2009    | 2010   | 2011   | 2012   | 2013   | 2014   | 2015  |
| Pořadí | 1215. | ▲ 1062. | ▲ 492. | ▲ 276. | ▲ 140. | ▲ 115. | ▼ 121. | ▲ 69. |

### Čtyřhra
| Rok    | 2009  | 2010   | 2011   | 2012   | 2013   | 2014   | 2015   |
| Pořadí | 1024. | ▲ 546. | ▲ 474. | ▲ 347. | ▲ 268. | ▼ 311. | ▼ 795. |